# 凍りついた木こり
「凍りついた木こり」(The Frozen Logger) は、ジェームズ・スティーヴンスが書いたアメリカ合衆国のフォークソングの楽曲。内容はほら話であり、親指でコーヒーをかき回す癖で木こりが見分けられるといった話が語られる。

## おもな歌唱
この曲は、多数のミュージシャンたちによって、録音や演奏がなされてきた
- ウィーバーズ 1951年
- オデッタ&ラリー（英語版） 『The Tin Angel』 1954年
- シスコ・ヒューストン（英語版） 『Hard Travellin』 1954年
- ホーマー・アンド・ジェスロ（英語版） 『Barefoot Ballads』 1957年
- ジミー・ロジャーズ (ポップ歌手) （英語版） 1960年
- オデッタ 『At the Town Hall』  1963年
- ロルフ・ハリス 『Man With The Microphone』1966年
- アレックス・キャンベル（英語版） 『Way Out west』 1967年
- ジョニー・キャッシュ 『Country & Western Classics』 1982年
- オスカー・ブランド（英語版）

グレイトフル・デッドはおもに1970年のコンサートで、調律のための曲間の休憩の際に、この曲の1番や1-2番を断片的に歌うことがあった。多くの場合、歌ったのはボブ・ウェアとフィル・レッシュだった。

## 映像
ジーン・デイッチは、1963年にこの曲をもとにアニメーションを制作した。

## 出版
- Bunk Shanty Ballads and Tales, James Stevens, Oregon Historical Quarterly, volume 50, number 4.  December 1949.
- Rise Up Singing 1988 page 137

## パロディ
The Frozen Jogger.

## 日本における普及
高田渡は、この曲の旋律をもとに、菅原克己の詩に基づいた歌詞で「ブラザー軒」、山之口貘の詩に基づいた歌詞で「鮪と鰯」を歌っているが、これらの曲の作曲は高田にクレジットされている。
藤村直樹は自らの訳詞により「凍りついたきこり」として、この曲を日本語で歌唱している。